# Somogede (Pituruh)
Somogede is een bestuurslaag in het regentschap Purworejo van de provincie Midden-Java, Indonesië. Somogede telt 1141 inwoners (volkstelling 2010).